# Nationaal Museum Tachtigjarige Oorlog
Het Nationaal Museum Tachtigjarige Oorlog of NMTO is een museum in het Nederlandse Groenlo. Het museum over de Tachtigjarige Oorlog werd op 12 april 2025 geopend in de Oude Calixtuskerk. Het museum belicht de Nederlandse Opstand vanuit Hollands, regionaal (Nederland buiten de Tuin van Holland) en Spaans/Europees perspectief.
De tentoonstelling bevindt zich in een stalen omloop gebouwd in het schip van de kerk. De tentoonstelling is gebaseerd op tekstborden, audiofragmenten, games en interactieve onderdelen. Het vroegere Stadsmuseum Groenlo, dat aan de basis stond van het NMTO, is eind 2024 opgeheven. In 2023 werd Daphne Maas aangesteld als museumdirecteur. Vanaf 2016 was zij directeur geweest van het Voerman Stadsmuseum Hattem.
In 2023 kreeg het Museum € 489.000 euro van de Vriendenloterij; de stichting Hart voor Vesting Grolle financierde ook de ombouw tot museum. De collectie werd samengesteld  met stukken van onder meer het Rijksmuseum, het Nationaal Militair Museum en Paleis Het Loo.